# Tuvok
Tuvok is een personage uit de televisieserie Star Trek: Voyager en later  Star Trek: Picard. Zijn rol werd gespeeld door de acteur Tim Russ.
Tuvok (Geboren in 2264) is een van de twee Vulcans aan boord van het sterrenschip Voyager. Hij is tactisch officier en hoofd van de beveiligingsdienst. In deze functies waarborgt hij de veiligheid aan boord, zorgt hij dat eventuele misdaden zo snel mogelijk opgelost worden en is hij verantwoordelijk voor de operatie van de wapens en de afweerschilden van het schip.
Dankzij zijn afkomst is Tuvok bijzonder rustig en kalm, zelfs in de meest penibele situaties. Zijn logische denkwijze helpt hem om nuchter over zaken na te denken en verstandige besluiten te nemen. Mede hierdoor is hij ook een van de belangrijkste adviseurs van kapitein Kathryn Janeway.
Tuvok is vrijwel altijd betrouwbaar, omdat hij als Vulcan zijn emoties onderdrukt. Daardoor heeft hij bijvoorbeeld geen last van woede, angst en jaloezie. Hij heeft echter vaak aangegeven deze emoties wel degelijk te voelen. Er is één emotie waar hij niet echt goed mee om kan gaan: ergernis. Dit blijkt uit zijn contacten met Neelix, de Talaxian en tevens "moraalofficier" aan boord van Voyager.